# Tabelot
Tabelot est une localité et une commune rurale du Niger, département de Tchirozérine, région d'Agadez.

## Géographie
La localité de Tabelot est située au nord-est du chef-lieu régional Agadez.
| Dannet | Timia        |       |
| Dabaga | Tabelot      | Fachi |
|        | Aderbissinat |       |

## Histoire
La commune rurale de Tabelot est instaurée en 2002.

## Population
Lors du recensement général de 2012, la population communale est relevée à 38 994 habitants, dont 1 956 habitants pour la localité chef-lieu communal.

## Localités
La commune s'étend sur 114 villages, 20 hameaux, 4 camps et 21 points d'eau, au nord-est du département de Tchirozérine.

## Services et infrastructures
- Centre de Santé Intégré (CSI) à Tabelot, Afassas, Ilayalane, Tadaodao Ewek et Talat[5].
- Collège d'enseignement général (CEG) à Tabelot.
- Centre de formation des métiers (CFM) à Tabelot.

## Économie
L'oasis de Tabelot permet notamment la culture de l'oignon, ensuite exporté via Agadez et convoi de camions.